# Kenyatta International Conference Centre
Kenyatta International Conference Centre – wieżowiec w Nairobi w Kenii. Zaprojektowane przez architekta Karla Henrika Nøstvika.
Kenyatta International Conference Centre został zbudowany w latach 1966–1973, a oficjalne otwarcie miało miejsce w 1974 roku.